# PzB M.SS.41
Panzerbüchse MSS-41 — створена чехословацькими зброярами протитанкова рушниця, яка знаходилася на озброєнні Німеччини. Цікавою особливістю MSS-41 було те, що вона була виконана за схемою булл-пап. Крім того, ці ПТР вперше стали використовуватися як далекобійні снайперські гвинтівки — у військах СС існували спеціальні команди, озброєні MSS-41 з оптичними прицілами, основним завданням яких було знищення вогневих точок з далеких дистанцій. Під останніми малися на увазі кулеметні амбразури дотів і дзотів, снайперські позиції, розрахунки кулеметів, мінометів і легкої польової артилерії.

## Історія створення
Спроєктовано чеською фірмою Waffenwerke Brunn (до окупації Чехословаччини — Zbrojovka Brno) в тісній взаємодії з фахівцями із збройової академії СС (SS-Waffenakademie) в 1940—1941 роках.

## Опис
Характерною особливістю цього зразка було те, що воно було виконано за схемою булл-пап — ударний механізм і магазин розташовані в прикладі позаду спускового гачка. Завдяки такому компонуванню можна збільшити довжину ствола без збільшення загальної довжини і маси зброї, що позитивно позначається на дальності і точності. Цілком ймовірно, саме завдяки M.SS.41 схема булл-пап стала досить популярною серед конструкторів стрілецької зброї.
Під час перезарядження стрілку, також як і в німецькому PzB.39, не було потрібно знімати руки з пістолетної рукоятки, оскільки за цю рукоятку він вручну просував ствол вперед-назад. Замикання ствола здійснювалося сполучною муфтою, на якій монтувалася пістолетна рукоятка, із зібраним спусковим механізмом і запобіжником. У цій рушниці був відсутній затвор в звичайному розумінні. Затвор був частиною нерухомого потиличника і зчіплювався зі стволом сполучною муфтою, яка посаджена на ствол на різьбовій посадці. Обертання муфти відбувалося при русі пістолетної рукоятки управління вогнем вперед-вгору. Потім з просуванням рукоятки вперед починався рух ствола. Направляючої для ствола з муфтою служив перфорований кожух. При зворотному русі ствол знаходив на патрон, утримуваний зацепом викидача. Поворотом пістолетної рукоятки управління вогнем вниз ствол замикався з затвором. Спусковий механізм змонтований в пістолетної рукоятки, на лівій стороні якої був запобіжник. Прицільні пристосування складалися з відкидної мушки і прицілу, розрахованого для стрільби на дальність 500 м. Розташування ствола, ствольної коробки і приклада на одній осі, пружинний амортизатор покритий гумою плечового упору (одночасно був і бойовою пружиною), а крім того, використання однокамерного дульного гальма закритого типу звело до мінімуму віддачу при стрільбі. Патрони подавалися зі знімного коробчастого магазина ємністю 5-10 патронів. Магазини кріпилися знизу з лівого боку ствольної коробки. Практична скорострільність досягала 20 постр. / хв.
Це рушниця була більш компактною, ніж PzB.39, проте її собівартість була вищою, а бронепробивністю вони були більш-менш рівні — ефективні проти легкої бронетехніки, проте безсилі проти середніх і важких танків.

## На озброєнні
- Третій Рейх — кілька тисяч PzB M.SS.41, випущених фірмою Waffenwerke Brunn, надійшли на озброєння німецьких збройних сил[1]